# Lo que te conté mientras te hacías la dormida
Lo que te conté mientras te hacías la dormida è il terzo album del gruppo musicale pop rock spagnolo La Oreja de Van Gogh, pubblicato il 28 aprile 2003 dall'etichetta discografica Sony Music.
Dall'album sono stati estratti numerosi singoli: Puedes contar conmigo, 20 de enero, Rosas, Deseos de cosas imposible, Vestido azul, Geografía, Historia de un sueño e Bonustrack. È stato prodotto da Nigel Walker insieme al gruppo.

## Tracce
CD (Sony 511296 9 (Sony) [es] / EAN 5099751129691)
1. Puedes contrar conmigo - 3:56 (Amaia Montero)
2. 20 de enero - 3:43 (Amaia Montero, Xabi San Martín, Pablo Benegas)
3. Rosas - 3:56 (Xabi San Martín)
4. Deseos de cosas imposibles - 3:08 (Xabi San Martín)
5. Geografía - 3:17 (Xabi San Martín)
6. Un mundo mejor - 3:38 (Amaia Montero, Xabi San Martín, Pablo Benegas)
7. Tú y yo - 3:21 (Amaia Montero, Xabi San Martín, Pablo Benegas)
8. La esperanza debida - 4:05 (Amaia Montero, Xabi San Martín, Pablo Benegas)
9. Vestido azul - 3:10 (Amaia Montero, Xabi San Martín, Pablo Benegas)
10. Adiós - 3:47 (Amaia Montero, Xabi San Martín, Pablo Benegas)
11. Perdóname - 3:34 (Amaia Montero, Xabi San Martín, Pablo Benegas)
12. La paz de tus ojos - 3:52 (Amaia Montero, Xabi San Martín, Pablo Benegas)
13. Nadie como tú - 3:24 (Amaia Montero)
14. Historia de sueño - 3:44 (Xabi San Martín)
15. Bonustrack - 3:00

## Formazione
- Amaia Montero - voce
- Pablo Benegas - chitarra
- Álvaro Fuentes - basso
- Xabi San Martín - tastiere
- Haritz Garde - batteria